# Напад на полицијску станицу Зворник
Дана 27. априла 2015. године наоружани револвераш Нердин Ибрић са повиком „Алаху ахбар“ (Бог је највећи) напао је полицијску станицу у Зворнику у Републици Српској (БиХ) и убио једног полицајца а ранио двојицу. У размјени ватре убили су га други полицајци.
Ово је први напад ове врсте у Републици Српској, док су се слични догађаји десили у Федерацији БиХ, укључујући и бомбашки напад на полицијску станицу у Бугојну 2010. године и напада на америчку амбасаду у Сарајеву годину дана касније.

## Напад

### Пуцњава
Нердин Ибрић, рођен 1991. године у бошњачком селу Кучић Кула између Сапне и Зворника, стигао је аутом код полицијске станице у Зворнику око 19.00 часова. Када му је стражар рекао да не може паркирати ауто испред станице, Ибрић је почео пуцати, псујући полицајцима и пријетећи да ће их све побити. У нападу, убио је полицајца Драгана Ђурић, а повриједио двојицу других, након чега је убијен од полиције. Повријеђени полицајци су касније пребачени у болницу. Ибрић је знао вријеме смене покушавајући тако добити предност.
Министар унутрашњих послова Републике Српске Драган Лукач је рекао да је нападач вјероватно радикални исламиста и назвао је пуцање чином тероризма. Предсједник Републике Српске Милорад Додик критиковао је полицију и сигурност на нивоу државе због неснабдијевања информацијама.

### Мотив
Као могући мотив наводи се догађај из 1992. године кад је око 750 Бошњака тог подручја убијено од стране припадника Војске Републике Српске и зворничке полиције, као и припадника паравојних јединица из Србије, међу којима је био и Нердинов отац Сејфо.

### Реакције
Горан Ковачевић, доцент на Факултету за криминалистику, криминологију и сигурносне студије у Сарајеву, изјавио је да напади у Зворнику и Рајловцу нису терористичка дјела.